# 弗朗切斯科·貝利施莫
弗朗切斯科·貝利施莫（義大利語：Francesco Bellissimo，1979年1月3日—），是一位意大利的廚師、演員、主持人、網絡紅人、時尚及生活方式影響者。他在日本和意大利的飲食文化交流活動中發揮了積極作用，參與了多個烹飪表演、電視節目、社交媒體平台、企業活動及公益事業。
他除了是意大利餐飲顧問外，還擔任過多家知名品牌的合作夥伴，推動不僅是義大利而是全球飲食的卓越。貝利施莫還曾作為時尚影響者和生活方式影響者，參與時尚相關活動並與各大品牌合作，並且為其粉絲分享生活及飲食相關的建議。他目前在亞洲和中國的活動日益活躍，不僅積極推廣意大利的美食文化，也致力於宣傳高品質的中國產品，促進國際間的文化交流與合作。
在社會責任與可持續發展目標（SDGs）方面，貝利施莫積極參與環保與社會公益活動，並利用其平台提高公眾對可持續飲食、教育和社會福祉的關注。
他也有多年的空手道和和道流黑帶經驗，是極真會館和和道流的黑帶持有者。
貝拂岚（其中文名）是他在華語圈的暱稱。

## 意大利料理历史大使
2017年，贝利施莫与北京大学历史学者马大年（Daniele Macuglia）共同启动了一个关于列奥纳多·达·芬奇和古罗马料理的文化项目。与马大年一起，他重现了被遗忘的意大利菜肴，并在美国、中国、欧盟国家和日本的多所大学和文化机构进行了讲座。

## 演出作品
- ハンサムキッチン（日语：ハンサムキッチン）（富士電視台）[1]

## 电视剧
- 今天不上班（日本電視台）

## 研究古罗马和文艺复兴时期的烹饪
古罗马和文艺复兴时期的饮食进行复原研究，深入探讨其饮食特点。此外，与历史学家马大年合作，在美国、欧盟、加拿大、日本等国的大学以及意大利文化中心等地共同举办以历史和烹饪为主题的文化活动。

## 著作
他撰寫過多本成功的食譜。包括：
- Ouchi de Itaria Gohan Berisshimo to oryōri dēto, ISBN 978-4821142941.
- Sono Manma Obun Ryori, ISBN 978-4072691335.
- Italian no Kihon to Oisha no Kotsu, ISBN 978-4528015050.
- 意大利帅哥主厨到你家 : 橄榄油健康料理, 5分钟YAMI上菜, ISBN 978-9863430032.
- Bijinesu pason no sasou gijutsu : Tecniche di comunicazione e relazione interpersonale per uomini d'affari, ISBN 978-4478026311.
- Berisshimo na Omotemeshi Itariashiki koi no shokujiho : Tecniche di cucina italiana per avere successo in amore, ISBN 978-4391146066.
- 纯正橄榄油料理 : 经典意大利美食100道 : 贝利主厨Bellissimo Francesco私房家常菜X原创美食, ISBN 4714500551202.

## 外部連結
- 戈登·拉姆齊官方網站 （页面存档备份，存于）（日語）（英文）（意大利文）
- 弗朗切斯科·貝利施莫在互联网电影资料库（IMDb）上的資料（英文）
- Francesco Bellissimo的X（前Twitter）
- Francesco Bellissimo的Instagram帳戶